# Sky Mirror

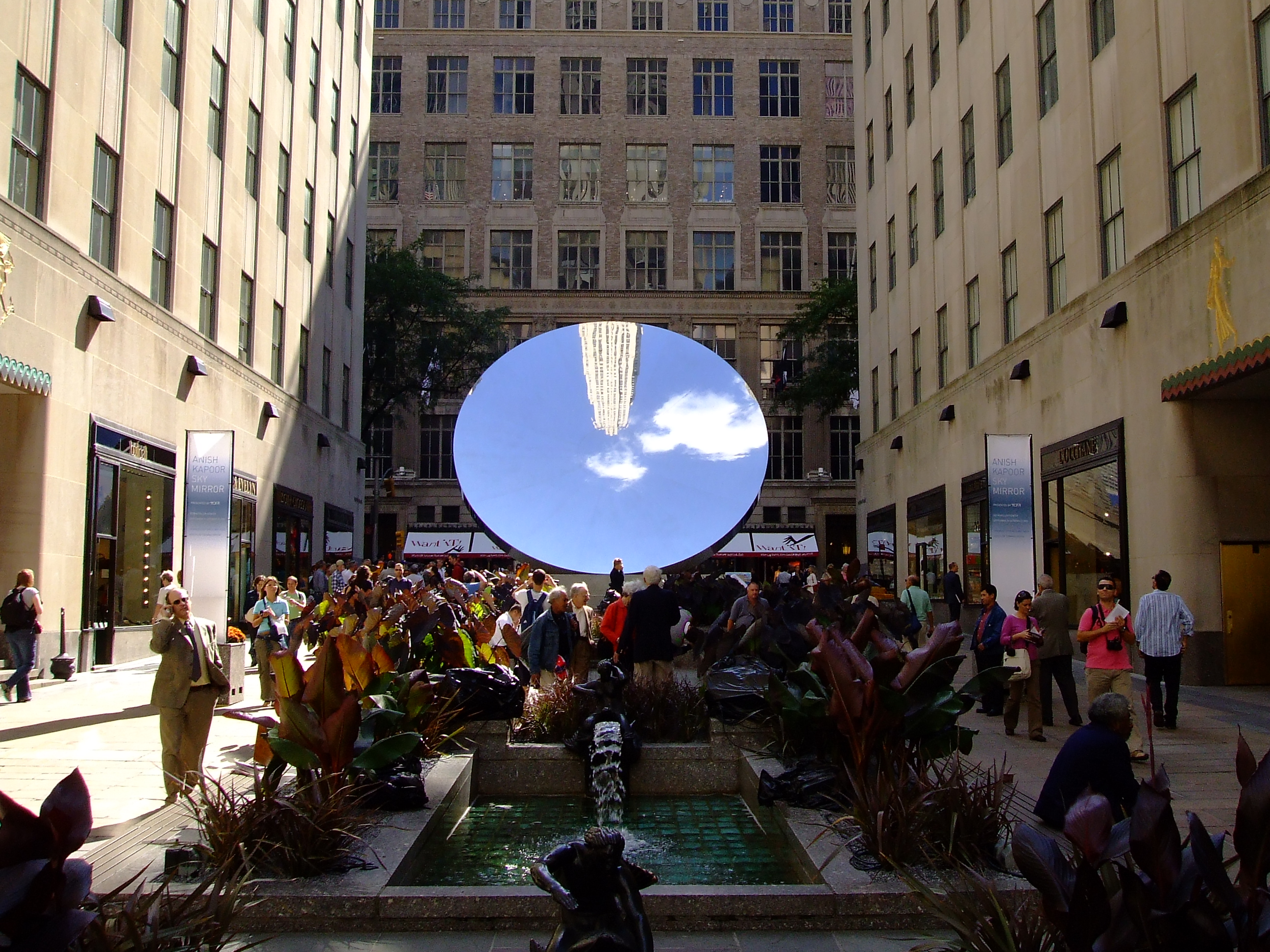
Le Sky Mirror de New York

Le Sky Mirror (« Miroir du ciel ») est une sculpture publique de l'artiste britannique Anish Kapoor située devant le théâtre de Wellington Circus à Nottingham (Royaume-Uni). 
Il a été manufacturé en Finlande et inauguré en 2001. C'est un miroir concave en acier inoxydable reflétant le ciel.
En 2006, une version plus grande a été inauguré au Rockefeller Center de New York (États-Unis).